# Alexandru cel Bun (gmina)
Alexandru cel Bun – gmina w Rumunii, w okręgu Neamț. Obejmuje miejscowości Agârcia, Bisericani, Bistrița, Scăricica, Vaduri, Vădurele i Viișoara. W 2011 roku liczyła 4876 mieszkańców.